# Dasymitrium japonicum
Dasymitrium japonicum là một loài Rêu trong họ Orthotrichaceae. Loài này được (Dozy & Molk.) Lindb. mô tả khoa học đầu tiên năm 1906.